# Шизматриця
«Шизматриця» (англ. Schismatrix, також вж. назва «Схизматриця») — науково-фантастичний роман Брюса Стерлінга, опубликований у 1985 році. Роман вважається одним з найвидатніших творів, написаних в жанрі «кіберпанк». В 1985 році був номінований на премію Неб'юла в номінації «Найкращий роман». У 1995 році роман разом з додатковими оповіданнями вийшов під назвою «Шизматриця плюс».
Головний герой, дипломат Абеляр Ліндсі, впродовж понад 150 років намагається зробити видатний внесок на користь людства, змінюючи громадянства та ідеології в Сонячній системі, поділеній між прибічниками біологічного та кібернетичного вдосконалення.

## Світ Шизматриці
Дія відбувається у світі, описаному попередніми творами Стерлінга. Це так звана Шизматриця (Схизматриця) — світ майбутнього, де більша частина людства живе поза межами Землі, поділена на різноманітні держави та культури, зберігаючи проте умовну єдність. Роман охоплює період з 2215 по 2386 роки, починаючись до утворення Шизматриці та закінчуючись її розвиненим станом. Більшість людей живуть на астероїдах та в орбітальних містах-державах. Контакти із Землею строго заборонені (в романі ця заборона носить назву Інтердикт). Щодо населення планети, то воно значно скоротилося і відмовилося від використання сучасних технологій. Навколо Місяця обертаються 10 великих колоній, на яких відтворено земні ландшафти.
Найпрогресивніша (з точки зору технологій) частина людства розділилася на два табори — шейпери (англ. Shapers) і механісти (англ. Mechanists). Перші вдосконалюють людський організм за допомогою генної інженерії з метою досягнути якнайвищого рівня інтелекту, і заздалегідь програмують якості своїх дітей. А механісти вдосконалюються через різноманітні технічні пристрої, перетворюючи себе на кіборгів, у яких зрештою майже не лишається органічних частин. Люди живуть значно довше завдяки технологіям омолодження. Часто навіть довше, ніж держави та ідеології (прикладом чого і є життя головного героя).
Шейпери і механісти так чи інакше конфліктують між собою, іноді це переходить у відкриту війну. З появою в Сонячній системі доброзичливих прибульців-рептилій, названих Інвесторами, в ній на деякий час встановлюється мир, але руйнується попередній суспільний лад.

## Сюжет
Абеляр Ліндсі — механіст, який народився на навколомісячній станції «Моря Ясності», але отримав освіти й роботу дипломата у шейперів. Зі своїм другом і протеже Філіпом Констянтином, а також захисницею природи Вірою Келланд, він очолює повстання проти використання технологій механістів для продовження життя можновладців Республіки. Келланд і Ліндсі домовляються скоїти самогубство, щоб привернути увагу, але Ліндсі порушує обіцянку. Констянтин намагається вбити Ліндсі, але замість цього вбиває механіста, що створює скандал.
Костянтину дозволяють залишитися в Республіці, оскільки його знання необхідні для збереження природного довкілля. Ліндсі ж відправляють до занепалої навколомісячної колонії Народного Зайбацу на Місяці. Колонія зазнала краху через екологічну кризу, її населяють злочинці, дисиденти та інші маргінали. Він він зустрічає Кіцуне — жінку, яку шейпери виростили ідеальною повією. Насправді вона керує Банком гейш за допомогою дистанційно керованого тіла своєї попередниці. Ліндсі, маючи багатий організаційний досвід, влаштовує складну аферу, пов'язану з вигаданою театральною подією (театральне мистецтво на той час майже забуте), та товаришує зі старим механістом Федором Рюміним. Однак ідея «Kabuki Intrasolar», що лежала в основі афери, втілюється і розвивається у реальний бізнес. Костянтин паралельно вибудовує власні плани, скидає уряд Республіки і вдається до тероризму. Він пропонує Ліндсі служити на себе, або загинути. Ліндсі вдається втекти з групою піратів-механістів, удавши свою загибель, і допомогти Кіцуне відкрито захопити владу в Банку гейш.
Ліндсі знаходить прихисток на космічному кораблі «Червоний консенсус», який одночасно є національною державою збіднілої Демократії шахтарів Фортуни (ДШФ). Своєю чергою ДШФ керується картелями механістів, які анексують астероїд Есерс XII, де мешкає клан шейперів, Родина Маврідес. Нора Маврідес і Ліндсі об'єднуються для сприяння мирному співіснуванню між бойовиками-шейперами та піратами-механістами. Але миру не стається і після кількох місяців конфліктів, Маврідес і Ліндсі, тепер закохані, вбивають своїх супутників, щоб врятувати одне одного. Системи життєзабезпечення астероїда внаслідок сутичок виходять з ладу. До Сонячної системи прибувають розумні рептилії Інвестори з метою торгівлі. Есерс XII виходить з ними на контакт.
Прибуття Інвесторів у Шизматрицю спонукає протиборчі фракції до миру та утворення Шизматриці: різноманітної та водночас єдиної. Інвестори заохочують людство зосередитися на торгівлі, шейпери та механісти досягають співпраці. Хоча Інвестори володіють технологією надсвітлових подорожей (і це єдина цивілізація з 19 їм відомих, яка нею розпоряджається), вони стягують з людей величезну платню за польоти до інших зірок. Ліндсі та Маврідес, які одними з перших вступили в контакт з Інвесторами, стають впливовими лідерами шейперів. Однак, мир виявляється недовгим, Інвестори починають налаштовувати фракції одна проти одної. Філіп Костянтин приходить до влади, Ліндсі тікає, тоді як Нора вирішує боротися проти Костянтина та його войовничого ладу.
Ліндсі тікає до картелів механістів у поясі астероїдів, де Кіцуне знову таємно захопила владу. Там Ліндсі впродовж десятиліть працює над поновленням втрачених зв'язків. Він знаходить компромат на королеву Інвесторів і створює за її допомоги Царина-Кластер, що поєднує сильні боки шейперів і механістів. Вплив Кластера стрімко поширюється, він стає наймогутнішою державою Сонячної системи. Партнер Ліндсі, Веллспринг, планує використати Кластер для втілення своєї ідеології постгуманізму. Костянтин змушує Нору до самогубства і Ліндсі, охоплений ненавистю, викликає Костянтина на дуель і користується інопланетним пристроєм. Ліндсі формально перемагає, проте лишається разом з Костянтином у непритомному стані.
Минають роки, Ліндсі проходить лікування і нарешті прокидається вдома, на «Морі Ясності», що тепер називається Неотенічною Культурною Республікою. Лад Костянтина змінився на уряд Збереження, який виступає за збереження природних, незмінених людей. Позбувшись унаслідок лікування всіх удосконалень, Ліндсі став звичайною людиною. Він вирішує порвати зі своїм минулим механіста й повертається до Царина-Кластера.
За минулі роки Сонячна система досягнула величезного профіциту економіки, що зробило реалістичними плани тераформування планет і супутників. Поки Веллспринг прагне тераформувати Марс, Ліндсі намагається створити колонію в океані під кригою на Європі. Ліндсі схиляє на свій бік родину Костянтина і навіть його біологічну дочку Віру (створену з ДНК Віри Келланд). Бачачи соціальний колапс Царина-Кластера, Ліндсі та Віра входять до фракції Лайфсайдерів та порушують Інтердикт, добувши зразки донних організмів із Землі для заселення Європи.
Лайфсайдери перетворюють себе на рибоподібних людей, пристосованих до життя в океані Європи. Ліндсі відвідує вилікуваного Філіпа Костянтина, який вважає, що Ліндсі не вдасться довести до успішного завершення проєкт життя на Європі, як і всі його попередні мрії. Він також розповідає, що ДНК Віри Костянтин включає фрагменти ДНК Ліндсі. Костянтин мириться з Абеляром, а потім скоює самогубство.
Ліндсі не наважується пройти трансформацію в рибоподібну форму. У цей момент з'являється інопланетна Присутність, яка слідувала за Вірою Костянтин з моменту її місії в посольстві Інвесторів. Істота запрошує Ліндсі отримати безтілесну форму й приєднатися до неї. Ліндсі робить висновок про цінність самого життя як процесу, погоджується на пропозицію та вирушає з Присутністю досліджувати таємниці Всесвіту.

## Адаптація
Третій епізод четвертого сезону серіалу «Любов, смерть і роботи», «Павукова троянда» (2025) заснований на однойменному оповіданні зі збірки «Шизматриця плюс». На відміну від оригіналу, фінал епізоду змінений на більш песимістичний і персонажі там міняються ролями.